# 王者之心
《王者之心》（英語：Tristan & Isolde），2006年1月13日在美国上映的史诗片。

## 剧情
该片故事源于戈特弗里德·冯·斯特拉斯堡的史诗、中世纪的传说崔斯坦和伊索德以及瓦格纳改编的歌剧。
中世纪的欧洲，战乱频仍，西罗马帝国崩溃后，各方诸侯觊觎和分割英格兰，尤其是邻邦爱尔兰，更是视统一大业为囊中之物。英格兰的马克决定和骑士特里斯坦统一大业。特里斯坦的亲属是在爱尔兰的入侵下逝世的，他从小跟着马克长大。
一次英格兰和爱尔兰的战争中，特里斯坦杀死了伊索尔德的未婚夫，特里斯坦自己也身负重伤，被善良的爱尔兰公主伊索尔德救助存活了下来，两人最终擦出爱的火花。特里斯坦伤养好了后，回到了英格兰。
爱尔兰国王为了分化英格兰而举行全英骑士大赛，把女儿作为奖品。马克派遣特里斯坦参加比赛，他赢得了胜利。当他把奖品带回去才知道公主就是他的救命恩人伊索尔德。两人偷偷地约会，日久天长，最终被马克发觉了，于是将两人关了起来。经过审问才知道事情的原委，此时英格兰正面临爱尔兰的全面进攻，为了战争的胜利，马克释放了特里斯坦和伊索尔德。而特里斯坦为了国家参加最后的决战受伤而死。

## 电影主题
该片中，特里斯坦临死前对伊索尔德说：“我不知道生命是否比死亡更伟大，但是爱超越了这两者”。

## 演员
| 演员            | 角色         | 备注                 |
| 詹姆斯·弗兰科   | 特里斯坦     | 史上的传奇骑士       |
| 托马斯·桑斯特   | 儿时特里斯坦 | 儿时的史上的传奇骑士 |
| 索菲亚·迈尔斯   | 伊索尔德     | 爱尔兰公主           |
| 鲁弗斯·塞维尔   | 马克         | 英格兰君主           |
| 马克·史壮       | 卫曲德       |                      |
| 亨利·卡维尔     | 米洛特       |                      |
| 大卫·奥哈拉     | 丹.查德      | 爱尔兰君主           |
| 布朗格·加拉格尔 | 布朗格       |                      |